# ルーファス・シーウェル
ルーファス・シーウェル（Rufus Sewell, 本名: Rufus Frederick Sewell, 1967年10月29日 - ）は、イギリスの映画および舞台俳優。

## 人物
舞台俳優としても有名で、ブロードウェイの舞台にも立っている。『キャリントン』(1995年)、『ハムレット』(1996年)、『娼婦ベロニカ』(1998年)、『ダークシティ』(1998年)、『ROCK YOU!』(2001年)、『レジェンド・オブ・ゾロ』(2005年)、『幻影師アイゼンハイム』(2006年)、『アメイジング・グレイス』(2006年)、『ホリデイ』(2006年)、『パリ、ジュテーム』(2006年)、『ジュディ 虹の彼方に』(2019年)、『ファーザー』(2020年)、『オールド』(2021年)などの映画に出演している。また『Middlemarch』(1994年)、『Arabian Nights』(2000年)、『Charles II: The Power and the Passion』(2003年)、『John Adams』(2008年)、『イレブンス・アワー』(2008年–2009年)、『Zen』(2011年)、『The Pillars of the Earth』(2010年)、『パレーズ・エンド』(2012年)、『女王ヴィクトリア 愛に生きる』(2016年–2017年)、『高い城の男』(2014年–2019年)、『マーベラス・ミセス・メイゼル』(2019年)などのテレビに出演している。2020年、アガサ・クリスティーの小説『蒼ざめた馬』のドラマ化『The Pale Horse』に主演した。2023年、ネットフリックスの『The Diplomat』に主演している。
舞台ではトム・ストッパードの戯曲『Arcadia』のセプティマス・ホッジ役、『Rock 'n' Roll』のジャン役のオリジナル・キャストとなった。『Rock 'n' Roll』でトニー賞にノミネートされ、ローレンス・オリヴィエ賞を受賞した。
「シーウェル」の実際の発音は「スウォル」に近い([ˈsuːəl])。

## プロフィール

### 生い立ち
ミドルセックス州（現・ロンドン）にて、オーストラリア人の父親ウィリアム・フレデリック・シーウェルとアーティストでクラシック・ピアニストのウェールズ人の母親ジョーの間に生まれた。父親はビートルズのアニメ映画『イエローサブマリン』の「ルーシー・イン・ザ・スカイ・ウィズ・ダイアモンズ」のシーンに参加したアニメーターだった。5歳時に両親が離婚し、10歳時に父親が亡くなっている。その後、母親はカーマーゼンシャーのラーンにある、ウェールズ人詩人で作家のディラン・トマスの両親が住んでいた「ザ・ペリカン」に住んでいた。10代の頃の彼は気難しかったとされる。
トゥイッケナムのステート・ジュニア・スクールであるトラファルガー・ジュニア・スクールに通学したが、1978年に退学した。在学中、演劇部に所属して『ルンペルシュティルツヒェン』に主人公の小人役を膝立ちで演じた。
トゥイッケナムにある総合学校オーリンズ・パーク・スクールに通学し、1984年に退学した。ウェスト・セイムス・カレッジに進学して演技の教師の薦めで演劇学校のオーディションを受けた。その後、ロンドンのセントラル・スクール・オブ・スピーチ・アンド・ドラマ(CSSD)で演技を学んだ。

## 経歴
CSSD卒業後、在学中に演技指導を受けたジュディ・デンチからエージェントに紹介された。1991年に『21/Twenty-One』で映画デビューした。1993年、マイケル・ウィナー監督の映画『Dirty Weekend』の不愉快なティム役で主演したことでブレイクした。ウィナーはクリテリオン・シアターに出演していた彼を見て主演に選んだのである。同年、BBCのジョージ・エリオット作の『ミドルマーチ』のドラマ化『Middlemarch』、ロイヤル・ナショナル・シアターのリトルトン劇場にてトム・ストッパードの戯曲『Arcadia』の舞台に出演した。
ジョン・シュレシンジャー監督の『Cold Comfort Farm』(1995年)、ジョン・マードック役で主演のSF映画『ダークシティ』(1998年)、『アメイジング・グレイス』(2006年)、『幻影師アイゼンハイム』(2006年)、ナンシー・マイヤーズ監督・脚本・製作の『ホリデイ』(2006年)、などの映画に出演している。『アメイジング・グレイス』はイギリスで奴隷制度廃止運動のリーダーであったウィリアム・ウィルバーフォースの政治闘争を描いており、ウィルバーフォースの運動家仲間のトマス・クラークソンを演じた。
『ROCK YOU!』(2001年)、『レジェンド・オブ・ゾロ』(2005年)、『ブレス・ザ・チャイルド』(2000年)、『Helen of Troy』(2003年)、『幻影師アイゼンハイム』(2006年)を始め、敵役を演じることが多い。「もう悪役を演じたくない」としながらも「誰にでもやらなければいけないことがある。私にとって、19世紀の上流階級の悪者をいかに特徴的に面白く演じるかが大事」と語ったことがある。
2008年、HBOのミニシリーズ『John Adams』でアレクサンダー・ハミルトン役を演じた。イギリスのBBCのテレビシリーズ『Charles II: The Power and the Passion』(2003年)ではタイトル・ロールのチャールズ2世を演じ、批評家らの称賛を得た。イアン・マクダーミド、ヘレン・マックロリー、ルパート・グレイヴス、シャーリー・ヘンダーソンと共演し、チャールズ2世の亡命終盤から亡くなるまでを演じた。
2009年6月5日公開の問題作の映画『Downloading Nancy』に主人公ナンシーの夫役で出演した。2008年のサンダンス映画祭では上映中に複数の観客が退室した。批判に関わらず、映画を断固として擁護し続けた。「誰が失敗作か成功作か判断しようが、誰が好もうと好まざるとも、とても誇りに思う映画である。私は参加できたことを誇りに思う」と語った
2006年から2009年、BBCラジオにてラッセル・ソーンダイクによる18世紀の聖職者、冒険者、密輸業者、海賊のドクター・シンの物語を朗読した。コスチューム系の役柄で知られているが、本人はBBCのウィリアム・シェイクスピアの2005年版『じゃじゃ馬ならし』のペトルーチオ役など、ネクタイの起源であるスカーフの「クラヴァット」のない役を好んでいる。この作品は『シェイクスピア21』シリーズの一環で、ペトルーチオ役で英国アカデミー賞テレビ部門主演男優賞にノミネートされた。舞台を17世紀のイタリアのパドヴァから21世紀のロンドンに移した現代版の物語となっている。彼にとってシェイクスピア作品は『ヘンリー四世 第1部』(1995年)のホットスパー役、『ハムレット』(1996年)のフォーティンブラス役、『マクベス』(1999年)のタイトル・ロールに続き4作目となった。『Charles II: The Power and the Passion』で共演したシャーリー・ヘンダーソンと再び共演した。
2006年6月から7月にロイヤル・コート・シアターで、2006年7月から11月までデューク・オブ・ヨークス・シアターにて上演された、トム・ストッパードの戯曲『Rock 'n' Roll』の初演に出演した。批評的にも商業的にもヒットして客席も満員で、イヴニング・スタンダード賞、批評家サークル劇場賞、ローレンス・オリヴィエ賞の主演男優賞を受賞するなど、数々の賞を受賞およびノミネートされた。
イアン・フレミングのジェームズ・ボンド・シリーズ11作をコリンズの36枚のCDに収録した。映画、テレビ、舞台に出演を続け、CBSの連続ドラマ『イレブンス・アワー』にジェイコブ・フッド役で主演した。2009年11月、ミニシリーズ『The Pillars of the Earth』の撮影が終了し、2010年に放映された。
2010年、マイケル・ディブディンのベストセラーを基にした、BBCワンの連続ドラマ『Zen』でイタリア人刑事オーレリオ・ゼン役を演じた。3エピソードをローマで撮影し、2011年1月上旬にBBCワンで放映されたが1シーズンで打ち切りとなった。2010年公開のアンジェリーナ・ジョリーおよびジョニー・デップ主演の映画『ツーリスト』で端役を演じた。2012年6月にニューオリンズで撮影された映画『リンカーン/秘密の書』でヴァンパイアの始祖のアダム役を演じた。
2013年、ピンク・フロイドのアルバム『狂気』を基にしたトム・ストッパードのラジオドラマ『Darkside』でEthics Man役を演じた。2014年7月公開の『ヘラクレス』でドウェイン・ジョンソンと共演し、アウトリュコス役を演じた。2015年、映画『Blinky Bill the Movie』で野良猫サー・クロード役で声の出演をした。近年では『高い城の男』(2014年–2019年)でアメリカ出身ナチス高官ジョン・スミス役、『女王ヴィクトリア 愛に生きる』のメルバーン子爵役を演じている。
2023年2月、2019年の「ニュースライト」のアンドルー王子のインタビューを描いたネットフリックスの『Scoop』でジリアン・アンダーソン、エミリー・メイトリス、ビリー・パイパー、キーリー・ホーズと共演し、アンドルー王子役を演じることが発表された。

### 私生活
婚姻歴は2回ある。1999年に長年交際していたオーストラリア人のファッションジャーナリストのヤスミン・アブダラと結婚したが 、2000年に離婚した。2002年に脚本家でプロデューサーのエイミー・ガードナーとの間に男児ウィリアム・ダグラスを儲けている。2004年にガードナーと再婚し、2006年に離婚した。2013年、日系アメリカ人のヘア・スタイリストであるアミ・コマイとの間に娘ローラを儲けた。

## 主な出演作品

### 映画
| 公開年 | 邦題 原題                                                                  | 役名                   | 備考           | 吹替                                          |
| ------ | -------------------------------------------------------------------------- | ---------------------- | -------------- | --------------------------------------------- |
| 1991   | 21/Twenty-One Twenty-One                                                   | ボビー                 |                |                                               |
| 1994   | マン・オブ・ノー・インポータンス A Man of No Importance                    | ロビー・フェイ         |                | 吹替版なし                                    |
| 1995   | ヴィクトリー/遥なる大地 Victory                                            | マーティン・リカルド   |                | 田中正彦                                      |
| 1995   | キャリントン Carrington                                                    | マーク・ガートラー     |                | 平田広明                                      |
| 1996   | ハムレット Hamlet                                                          | フォーティンブラス     |                | 吹替版なし                                    |
| 1998   | 娼婦ベロニカ Dangerous Beauty                                              | マルコ・ベニエ         |                | 大塚芳忠                                      |
| 1998   | ダークシティ Dark City                                                     | ジョン・マードック     |                | 堀内賢雄                                      |
| 1998   | マーサ・ミーツ・ボーイズ Martha, Meet Frank, Daniel and Laurence           | フランク               |                | 矢尾一樹                                      |
| 1998   | 天井桟敷のみだらな人々 Illuminata                                          | ドミニク               |                | 吹替版なし                                    |
| 2000   | ブレス・ザ・チャイルド Bless the Child                                     | エリック・スターク     |                | 中田和宏                                      |
| 2001   | ROCK YOU! A Knight's Tale                                                  | アデマール伯爵         |                | 内田直哉（ソフト版） 家中宏（日本テレビ版）   |
| 2001   | 人喰い人魚伝説 Mermaid Chronicles Part 1: She Creature                     | アンガス               | テレビ映画     |                                               |
| 2002   | EX エックス Extreme Ops                                                    | イアン                 |                | 堀秀行（ソフト版） 内田直哉（テレビ東京版）   |
| 2003   | トロイ ザ・ウォーズ Helen of Troy                                          | アガメムノン           | テレビ映画     | 寺杣昌紀                                      |
| 2005   | シェイクスピア21-じゃじゃ馬ならし ShakespeaRe-Told The Taming of the Shrew | Petruchio              | テレビ映画     |                                               |
| 2005   | レジェンド・オブ・ゾロ The Legend of Zorro                                 | アルマン伯爵           |                | 森田順平（ソフト版） 山路和弘（日本テレビ版） |
| 2006   | トリスタンとイゾルデ Tristan + Isolde                                      | マーク                 |                | てらそままさき                                |
| 2006   | パリ、ジュテーム Paris, je t'aime                                          | ウィリアム             |                | 相沢正輝                                      |
| 2006   | ホリデイ Holiday                                                           | ジャスパー             |                | 森田順平                                      |
| 2006   | アメイジング・グレイス Amazing Grace                                       | トーマス・クラークソン |                | 吹替版なし                                    |
| 2006   | 幻影師アイゼンハイム The Illusionist                                       | 皇太子レオポルド       |                | 根本泰彦                                      |
| 2008   | 変態島 Vinyan                                                              | ポール・ベルマー       |                | 吹替版なし                                    |
| 2010   | ツーリスト The Tourist                                                     | ローレンス・メイソン   |                | 山野井仁                                      |
| 2012   | リンカーン/秘密の書 Abraham Lincoln: Vampire Hunter                        | アダム                 |                | 藤真秀                                        |
| 2013   | デッドゲームシティ All Things to All Men                                   | パーカー               |                |                                               |
| 2013   | 海に帰る日 The Sea                                                         | Carlo Grace            | 日本劇場未公開 |                                               |
| 2013   | タイム・チェイサー I'll Follow You Down                                    | ゲイブ                 |                |                                               |
| 2014   | ヘラクレス Hercules                                                        | アウトリュコス         |                | 高木渉                                        |
| 2014   | 悪魔が棲む家666 The Devil's Hand                                           | ジェイコブ             | 日本劇場未公開 |                                               |
| 2015   | イエス・キリスト 磔刑の真相 Killing Jesus                                  | カイアファ             | テレビ映画     |                                               |
| 2016   | キング・オブ・エジプト Gods of Egypt                                       | ウルシュ               |                | 大塚芳忠                                      |
| 2019   | ジュディ 虹の彼方に Judy                                                   | シドニー・ラフト       |                | 吹替版なし                                    |
| 2020   | ファーザー The Father                                                      | ポール                 |                | 岩崎洋介                                      |
| 2021   | オールド Old                                                               | チャールズ             |                | てらそままさき                                |
| 2023   | The Trouble with Jessica                                                   | Richard                |                |                                               |
| 2024   | The Uninvited                                                              | Gerald                 |                |                                               |
| 2024   | グレート・スクープ Scoop                                                   | アンドリュー王子       |                | 森田順平                                      |

### テレビシリーズ
| 放映年    | 邦題 原題                                              | 役名                       | 備考                                                      | 吹替           |
| --------- | ------------------------------------------------------ | -------------------------- | --------------------------------------------------------- | -------------- |
| 2000      | アラビアン・ナイト Arabian Nights                      | アリババ                   | ミニシリーズ                                              |                |
| 2008      | ジョン・アダムズ John Adams                            | アレクサンダー・ハミルトン | 計2話出演                                                 |                |
| 2008-2009 | イレブンス・アワー Eleventh Hour                       | ジェイコブ・フッド         | 計18話出演                                                | 吹替版なし     |
| 2010      | ダークエイジ・ロマン 大聖堂 The Pillars of the Earth   | トム                       | 計5話出演                                                 | てらそままさき |
| 2011      | ローマ警察殺人課アウレリオ・ゼン 3つの事件 Zen         | アウレリオ・ゼン           | 計3話出演                                                 |                |
| 2012      | パレーズ・エンド Parade's End                          | Reverend Duchemin          | 計3話出演                                                 | TBA            |
| 2015-2019 | 高い城の男 The Man in the High Castle                  | ジョン・スミス             | 計40話出演 Amazonオリジナルドラマ                         | 木下浩之       |
| 2016-2017 | 女王ヴィクトリア 愛に生きる Victoria                   | メルバーン                 | 計7話出演                                                 | 堀内賢雄       |
| 2018      | マーベラス・ミセス・メイゼル The Marvelous Mrs. Maisel | デクラン・ハウエル         | 第2シーズン第7話「帽子付きの絵画」 Amazonオリジナルドラマ |                |
| 2020      | アガサ・クリスティー 蒼ざめた馬 The Pale Horse         | マーク・イースターブルック | ミニシリーズ                                              | 根本泰彦       |
| 2023      | ザ・ディプロマット The Diplomat                        | ハル・ワイラー             | Netflix オリジナルシリーズ メイン                         | 吹替版なし     |

### 舞台
| 年      | 題            | 役                   | 会場                                                  | 脚注   |
| ------- | ------------- | -------------------- | ----------------------------------------------------- | ------ |
| 1993    | Arcadia       | セプティマス・ホッジ | リテルトン・シアター、ロイヤル・ナショナル・シアター  | [ 35 ] |
| 2006–07 | Rock 'n' Roll | ジャン               | ロンドン、ロイヤル・コート・シアター                  | [ 35 ] |
| 2007–08 | Rock 'n' Roll | ジャン               | ブロードウェイ、バーナード・B・ジェイコブズ・シアター | [ 35 ] |
| 2013    | Old Times     | ディーリー           | ロンドン、ハロルド・ピンター・シアター                | [ 35 ] |
| 2015    | Closer        | ラリー               | ロンドン、ドンマー・ウエアハウス                      | [ 35 ] |

## 受賞歴
| 年   | 賞                                   | 部門                                | 題                                                                          | 結果       |
| ---- | ------------------------------------ | ----------------------------------- | --------------------------------------------------------------------------- | ---------- |
| 1994 | ローレンス・オリヴィエ賞             | 助演男優賞                          | Arcadia                                                                     | ノミネート |
| 1998 | ロンドン映画批評家協会賞             | 英国助演男優賞                      | The Very Thought of You                                                     | ノミネート |
| 2006 | 英国アカデミー賞テレビ部門           | 主演男優賞                          | シェイクスピア21 ShakespeaRe-Told: じゃじゃ馬ならし The Taming of the Shrew | ノミネート |
| 2006 | イブニング・スタンダード・シアター賞 | 演劇主演男優賞                      | Rock 'n' Roll                                                               | 受賞       |
| 2007 | ローレンス・オリヴィエ賞             | 演劇主演男優賞                      | Rock 'n' Roll                                                               | 受賞       |
| 2008 | トニー賞                             | 演劇主演男優賞                      | Rock 'n' Roll                                                               | ノミネート |
| 2008 | ドラマ・デスク・アワード             | 演劇主演男優賞                      | Rock 'n' Roll                                                               | ノミネート |
| 2008 | ドラマ・リーグ・アワード             | 演技賞                              | Rock 'n' Roll                                                               | ノミネート |
| 2016 | Critics' Choice Television Awards    | 連続ドラマ助演男優賞                | 高い城の男 The Man in the High Castle                                       | ノミネート |
| 2019 | プライムタイム・エミー賞             | 連続コメディドラマゲスト出演男優賞] | マーベラス・ミセス・メイゼル The Marvelous Mrs. Maisel                      | ノミネート |